# Wikipedia în chineză
Wikipedia în chineză (în chineză tradițională: 中文維基百科; chineză simplificată: 中文维基百科; pinyin: Zhōngwén wéijī bǎikē) este versiunea în limba chineză (standard) a Wikipediei, și se află în prezent pe locul 15 în topul Wikipediilor, după numărul de articole.  În prezent are peste 700 000 de articole și 78 de administratori.

## Comunitate
| Originea editărilor (noiembrie 2011 - octombrie 2012) Sursa | Originea editărilor (noiembrie 2011 - octombrie 2012) Sursa | Originea editărilor (noiembrie 2011 - octombrie 2012) Sursa | Originea editărilor (noiembrie 2011 - octombrie 2012) Sursa | Originea editărilor (noiembrie 2011 - octombrie 2012) Sursa |
| ----------------------------------------------------------- | ----------------------------------------------------------- | ----------------------------------------------------------- | ----------------------------------------------------------- | ----------------------------------------------------------- |
| Țara                                                        |                                                             |                                                             | % din editări                                               |                                                             |
| Taiwan                                                      | Taiwan                                                      |                                                             | 37.0%                                                       | 37.0%                                                       |
| Hong Kong, China                                            | Hong Kong, China                                            |                                                             | 26.3%                                                       | 26.3%                                                       |
| China                                                       | China                                                       |                                                             | 20.9%                                                       | 20.9%                                                       |
| Statele Unite ale Americii                                  | Statele Unite ale Americii                                  |                                                             | 5.4%                                                        | 5.4%                                                        |
| Canada                                                      | Canada                                                      |                                                             | 1.9%                                                        | 1.9%                                                        |
| Malaysia                                                    | Malaysia                                                    |                                                             | 1.3%                                                        | 1.3%                                                        |
| Australia                                                   | Australia                                                   |                                                             | 1.2%                                                        | 1.2%                                                        |
| Macao                                                       | Macao                                                       |                                                             | 1.1%                                                        | 1.1%                                                        |
| Japonia                                                     | Japonia                                                     |                                                             | 0.7%                                                        | 0.7%                                                        |
| Elveția                                                     | Elveția                                                     |                                                             | 0.7%                                                        | 0.7%                                                        |
| Țările de Jos                                               | Țările de Jos                                               |                                                             | 0.6%                                                        | 0.6%                                                        |
| Regatul Unit                                                | Regatul Unit                                                |                                                             | 0.6%                                                        | 0.6%                                                        |
| Germania                                                    | Germania                                                    |                                                             | 0.5%                                                        | 0.5%                                                        |
| Alții                                                       | Alții                                                       |                                                             | 1.8%                                                        | 1.8%                                                        |

| Locația cititorilor (noiembrie 2011 - octombrie 2012) Sursa | Locația cititorilor (noiembrie 2011 - octombrie 2012) Sursa | Locația cititorilor (noiembrie 2011 - octombrie 2012) Sursa | Locația cititorilor (noiembrie 2011 - octombrie 2012) Sursa | Locația cititorilor (noiembrie 2011 - octombrie 2012) Sursa |
| ----------------------------------------------------------- | ----------------------------------------------------------- | ----------------------------------------------------------- | ----------------------------------------------------------- | ----------------------------------------------------------- |
| Țara                                                        |                                                             |                                                             | % din vizualizări                                           |                                                             |
| Taiwan                                                      | Taiwan                                                      |                                                             | 34.9%                                                       | 34.9%                                                       |
| China                                                       | China                                                       |                                                             | 33.0%                                                       | 33.0%                                                       |
| Hong Kong, China                                            | Hong Kong, China                                            |                                                             | 17.2%                                                       | 17.2%                                                       |
| Statele Unite ale Americii                                  | Statele Unite ale Americii                                  |                                                             | 4.6%                                                        | 4.6%                                                        |
| Malaysia                                                    | Malaysia                                                    |                                                             | 1.7%                                                        | 1.7%                                                        |
| Canada                                                      | Canada                                                      |                                                             | 1.5%                                                        | 1.5%                                                        |
| Regatul Unit                                                | Regatul Unit                                                |                                                             | 1.0%                                                        | 1.0%                                                        |
| Australia                                                   | Australia                                                   |                                                             | 1.0%                                                        | 1.0%                                                        |
| Macao                                                       | Macao                                                       |                                                             | 0.9%                                                        | 0.9%                                                        |
| Japonia                                                     | Japonia                                                     |                                                             | 0.7%                                                        | 0.7%                                                        |
| Germania                                                    | Germania                                                    |                                                             | 0.5%                                                        | 0.5%                                                        |
| alții                                                       | alții                                                       |                                                             | 3.0%                                                        | 3.0%                                                        |

| Originea editărilor (noiembrie 2011 - octombrie 2012) Sursa | Originea editărilor (noiembrie 2011 - octombrie 2012) Sursa | Originea editărilor (noiembrie 2011 - octombrie 2012) Sursa | Originea editărilor (noiembrie 2011 - octombrie 2012) Sursa | Originea editărilor (noiembrie 2011 - octombrie 2012) Sursa |
| ----------------------------------------------------------- | ----------------------------------------------------------- | ----------------------------------------------------------- | ----------------------------------------------------------- | ----------------------------------------------------------- |
| Țara                                                        |                                                             |                                                             | % din editări                                               |                                                             |
| Taiwan                                                      | Taiwan                                                      |                                                             | 37.0%                                                       | 37.0%                                                       |
| Hong Kong, China                                            | Hong Kong, China                                            |                                                             | 26.3%                                                       | 26.3%                                                       |
| China                                                       | China                                                       |                                                             | 20.9%                                                       | 20.9%                                                       |
| Statele Unite ale Americii                                  | Statele Unite ale Americii                                  |                                                             | 5.4%                                                        | 5.4%                                                        |
| Canada                                                      | Canada                                                      |                                                             | 1.9%                                                        | 1.9%                                                        |
| Malaysia                                                    | Malaysia                                                    |                                                             | 1.3%                                                        | 1.3%                                                        |
| Australia                                                   | Australia                                                   |                                                             | 1.2%                                                        | 1.2%                                                        |
| Macao                                                       | Macao                                                       |                                                             | 1.1%                                                        | 1.1%                                                        |
| Japonia                                                     | Japonia                                                     |                                                             | 0.7%                                                        | 0.7%                                                        |
| Elveția                                                     | Elveția                                                     |                                                             | 0.7%                                                        | 0.7%                                                        |
| Țările de Jos                                               | Țările de Jos                                               |                                                             | 0.6%                                                        | 0.6%                                                        |
| Regatul Unit                                                | Regatul Unit                                                |                                                             | 0.6%                                                        | 0.6%                                                        |
| Germania                                                    | Germania                                                    |                                                             | 0.5%                                                        | 0.5%                                                        |
| Alții                                                       | Alții                                                       |                                                             | 1.8%                                                        | 1.8%                                                        |

| Locația cititorilor (noiembrie 2011 - octombrie 2012) Sursa | Locația cititorilor (noiembrie 2011 - octombrie 2012) Sursa | Locația cititorilor (noiembrie 2011 - octombrie 2012) Sursa | Locația cititorilor (noiembrie 2011 - octombrie 2012) Sursa | Locația cititorilor (noiembrie 2011 - octombrie 2012) Sursa |
| ----------------------------------------------------------- | ----------------------------------------------------------- | ----------------------------------------------------------- | ----------------------------------------------------------- | ----------------------------------------------------------- |
| Țara                                                        |                                                             |                                                             | % din vizualizări                                           |                                                             |
| Taiwan                                                      | Taiwan                                                      |                                                             | 34.9%                                                       | 34.9%                                                       |
| China                                                       | China                                                       |                                                             | 33.0%                                                       | 33.0%                                                       |
| Hong Kong, China                                            | Hong Kong, China                                            |                                                             | 17.2%                                                       | 17.2%                                                       |
| Statele Unite ale Americii                                  | Statele Unite ale Americii                                  |                                                             | 4.6%                                                        | 4.6%                                                        |
| Malaysia                                                    | Malaysia                                                    |                                                             | 1.7%                                                        | 1.7%                                                        |
| Canada                                                      | Canada                                                      |                                                             | 1.5%                                                        | 1.5%                                                        |
| Regatul Unit                                                | Regatul Unit                                                |                                                             | 1.0%                                                        | 1.0%                                                        |
| Australia                                                   | Australia                                                   |                                                             | 1.0%                                                        | 1.0%                                                        |
| Macao                                                       | Macao                                                       |                                                             | 0.9%                                                        | 0.9%                                                        |
| Japonia                                                     | Japonia                                                     |                                                             | 0.7%                                                        | 0.7%                                                        |
| Germania                                                    | Germania                                                    |                                                             | 0.5%                                                        | 0.5%                                                        |
| alții                                                       | alții                                                       |                                                             | 3.0%                                                        | 3.0%                                                        |